# Melitaea cumulans
Melitaea cumulans är en fjärilsart som beskrevs av Skala 1928. Melitaea cumulans ingår i släktet Melitaea och familjen praktfjärilar. Inga underarter finns listade i Catalogue of Life.